# Pilar Faus Sevilla
Pilar Faus Sevilla (València, 11 de novembre de 1925 - Las Palmas de Gran Canaria, 4 de juliol de 2008) va ser escriptora, investigadora i bibliotecària. Entre 1951 i 1957 va ser becària de l'Institut Jerónimo Zurita del CSIC i de la Institució Alfons el Magnànim, en la secció d'Història Moderna i Contemporània. El 1955 ingressà per oposició al Cos Auxiliar d'Arxius, Biblioteques i Museus, sent destinada a la Facultat de Medicina de la Universitat de València.

## Biografia
Pilar va estudiar fins a 1936 a l'Escola Cossío de València, on va tenir María Moliner de professora. Es va llicenciar en Filosofia i Lletres, Secció Història, el 1950. Des de 1951 fins a 1954 va ser contractada com a interina a nivell facultatiu a la Biblioteca Universitària de València.
La seva tesi doctoral, La sociedad española del siglo XIX en la obra de Pérez Galdós, on proposa una relectura de la novel·la realista, obtingué el premi Antonio de Nebrija del CSIC, el 1957. És autora també de la biografía Emilia Pardo Bazán. Su época, su vida, su obra.
Pilar Faus Sevilla va donar l'any 2006 la seua biblioteca a la Biblioteca Valenciana Nicolau Primitiu. La col·lecció bibliogràfica reuneix obres relacionades amb la seua formació intel·lectual i la seua carrera professional, predominant les de Literatura, Història, Biblioteconomia i Documentació. Compta també amb publicacions oficials del Consell Valencià de Cultura i de la Conselleria de Cultura i Esport, i obres de referència com diccionaris, bibliografies, catàlegs i inventaris d'arxius i Biblioteques